# Sotillo del Rincón
Sotillo del Rincón è un comune spagnolo di 180 abitanti situato nella comunità autonoma di Castiglia e León.
Il comune comprende le località di Aldehuela del Rincón e Molinos de Razón.